# 26 японских мучеников из Нагасаки
Двадцать шесть японских мучеников из Нагасаки  (яп. 日本二十六聖人,　にっぽんにじゅうろくせいじん) — группа святых Римско-католической церкви, пострадавших за исповедание христианства и казнённых через распятие по приказу Тоётоми Хидэёси 5 февраля 1597 года в городе Нагасаки, Япония.
Римский папа Урбан VIII беатифицировал мучеников 14 сентября 1627 года, а Римский папа Пий IX канонизировал их 8 июня 1862 года. В Нагасаки находится памятник и музей, посвящённый мученикам из Нагасаки.
День памяти отмечается 6 февраля.

## История
Католическая церковь развила активную миссионерскую деятельность в Азии после образования испанских и португальских колоний. В 1493 году Римский папа Александр VI поделил открытые земли между Португалией и Испанией и доверил миссионерскую деятельность различным монашеским орденам. 
Начиная с 1549 года, когда в Японию прибыл иезуит Франциск Ксаверий, католицизм стал постепенно распространяться на Японском архипелаге. К концу XVI века, когда в Японии усилилось политическое движение под руководством Тоётоми Хидэёси, там уже было несколько сотен тысяч католиков. 
Гонения на католиков начались в 1587 году. Тоётоми Хидэёси использовал преследования христиан как ответ на экспансию европейских государств. По приказу Тоётоми Хидэёси были арестованы 26 католиков, которые были казнены 5 февраля 1597 года. Арестованных христиан привезли в город Мияко, где по приговору им должны были отрубить уши и носы, однако приговор был смягчён и им отрезали только часть левых ушей. Затем их провели по улицам города, чтобы их вид заставил христиан отказаться от веры. Их лишили жизни одновременно, распяв на крестах. Поначалу их приковали к крестам на земле, которые потом воткнули в землю в ряд на расстоянии нескольких метров друг от друга. Потом каждого из них проткнули копьём. После казни их одежда и оставшаяся кровь были собраны местными католиками и их стали сразу же почитать святыми, приписывая им многочисленные чудеса.
Несмотря на массовые преследования католиков, европейские миссионеры, среди которых были голландские протестанты и члены Католической церкви, продолжали подпольно распространять христианство в Японии, что увеличило число японских мучеников в последующие годы. В ответ на это европейские государства предпринимали различные попытки повлиять на эту ситуацию разнообразными способами, что привело в 1630-х годах к изоляционной политике японских властей. После выдворения европейских миссионеров из Японии в 1620 году жизнь местной Католической церкви стала постепенно затухать. После подавления восстания Симабара в 1638 году японское христианство, ранее активное и многочисленное, почти прекратило своё существование, оставив после себя только несколько подпольных общин и отдельных криптохристиан. Возродилось оно только в эпоху Мэйдзи.

## Список мучеников
| Имя                                                    | Происхождение | Возраст | Место ареста | Примечания                                         |
| Франциск из Исэ 伊勢のフランシスコ                     | японец        | ?       | ?            | послушник францисканцев                            |
| Косме Такэя コスメ竹屋                                 | японец        | 38      | Осака        |                                                    |
| Педро Сукэдзиро ペトロ助四郎                           | японец        | ?       | ?            | послушник иезуитов                                 |
| Мигель Кодзаки ミゲル小崎                              | японец        | 46      | Киото        |                                                    |
| Диего Кисай ディエゴ喜斎                               | японец        | 64      | Осака        | иезуит                                             |
| Павел Мики パウロ三木                                  | японец        | 33      | Осака        | иезуит                                             |
| Пауло Ибараки パウロ茨木                               | японец        | 54      | Киото        | иезуит                                             |
| Иоанн из Гото ヨハネ五島                               | японец        | 19      | Осака        | иезуит                                             |
| Людовик Ибараки ルドビコ茨木                           | японец        | 12      | Киото        | сын Пабло Ибараки                                  |
| Антоний из Нагасаки 長崎のアントニオ                   | японец        | 13      | Киото        |                                                    |
| Педро Баутиста ペドロ・バプチスタ                      | испанец       | 48      | Киото        | священник монашеского ордена францисканцев         |
| Мартин де ла Асенсьон マルチノ・デ・ラ・アセンシオン   | испанец       | 30      | Осака        | священник из монашеского ордена францисканцев      |
| Филипп Иисуса フェリペ・デ・ヘスス                     | мексиканец    | 24      | Киото        | монах из монашеского ордена францисканцев          |
| Гонзало Гарсиа ゴンザロ・ガルシア                      | португалец    | 40      | Киото        | монах из монашеского ордена францисканцев          |
| Франциско Бланко フランシスコ・ブランコ                | испанец       | 28      | Киото        | священник из монашеского ордена францисканцев      |
| Франциско де сан Мигель フランシスコ・デ・サン・ミゲル | испанец       | 53      | Киото        | монах из монашеского ордена францисканцев          |
| Матиас из Киото マチアス                               | японец        | ?       | Киото        |                                                    |
| Лео Карасумару レオ烏丸                                | японец        | 48      | Киото        | младший брат Павла Ибараки и дядя Людовика Ибараки |
| Бонавентура из Киото ボナベントゥラ                    | японец        | ?       | Киото        |                                                    |
| Фома Кодзаки トマス小崎                                | японец        | 14      | Киото        | сын Мигеля Кодзаки                                 |
| Иоахим Сакакибара ヨアキム榊原                         | японец        | 40      | Осака        |                                                    |
| Франциск Лекарь 医者のフランシスコ                     | японец        | 46      | Киото        |                                                    |
| Фома トマス談義者                                      | японец        | 36      | Киото        |                                                    |
| Иоанн 絹屋のヨハネ                                     | японец        | 28      | Киото        | торговец шёлком                                    |
| Габриэль из Киото ガブリエル                           | японец        | 19      | Киото        |                                                    |
| Пабло Судзуки パウロ鈴木                               | японец        | 49      | Киото        |                                                    |